# Эксплуатационное кино
Эксплуатационное кино (англ. exploitation film) — жанровые фильмы, эксплуатирующие какую-либо популярную тему в целях быстрого заработка. Термин «эксплуатация» в киноиндустрии обозначает рекламу и раскрутку (продвижение, стимулирование сбыта). Фильмы, которые называют эксплуатационными, привлекают зрителя в основном именно сенсационной рекламой и яркими плакатами, а само качество фильма вторично, поскольку главное для продюсеров — привлечь зрителя. Темы подобных фильмов нередко связаны с сексом и насилием, но в то же время это совершенно не обязательное условие. Таким образом, эксплуатационное кино — это и маркетинговая характеристика, и кинокатегория, охватывающая множество различных жанров, от комедий и фильмов ужасов до боевиков и мелодрам, то есть близко мокбастерам. Снимать такие фильмы экономически выгодно для продюсеров, поскольку при малых вложениях они и снимаются очень быстро, и быстро окупаются в прокате.
Второе значение — когда за термином «exploitation movies» видят только сексуальную эксплуатацию — не совсем верное, поскольку «эксплуатационное кино» — очень широкое киноведческое понятие, имеющее отношение прежде всего не к тематике фильмов, а к их производству. В то же время, считать эту трактовку ошибочной не следует, но нужно учитывать, что она обозначает не производственную характеристику, а тематическую, то есть рассматривает понятие в более узком смысле.
Одним из синонимов для той части «эксплуатационного кино», которая не соответствовала нормам «хорошего вкуса» и/или была весьма халтурно сделана, был термин trash movies («киномусор»). К концу 1980-х годов термин почти перестал использоваться — после того, как академический киномир, ранее отрицавший такие фильмы, наконец «признал» их. Таким образом, с течением времени феномен эксплуатационного кино, которое в момент выхода на экраны было популярно только среди самых неприхотливых зрителей и определённой целевой аудитории, в конце концов смог обратить на себя внимание многих критиков, а некоторые работы даже получили статус культового кино. Когда впервые появился этот неофициальный термин «trash» и в чьей именно рецензии, сказать сложно, но в середине XX века он уже существовал.

## Становление и развитие эксплуатационного кино
Несмотря на то, что эксплуатационное кино существует с момента появления кино вообще, его расцвет пришёлся на 60-е и 70-е годы XX века и главным образом связан со смягчением цензурных требований со стороны американских и европейских кинокомитетов. Поскольку у каждого времени были свои особенности, производители малобюджетных фильмов тут же подстраивались под новые запросы публики, чтобы быстро на этом заработать, пока тема не потеряла популярность. В 1950-х годах это были фильмы о гигантских монстрах; в 1960-х — фильмы-предостережения, «пеплумы», готические ужасы, фильмы про хиппи и байкеров; в 1970-х — фильмы про каннибалов, про приключения в джунглях, WIP-фильмы, многочисленные гонконгские фильмы про боевые искусства; в 1980-х — итальянские сплэттеры, слэшеры, дешёвые военные боевики, постапокалиптическое кино, фильмы о враждебных инопланетянах (клоны «Чужих»). 1990-е годы в целом никаких новых поджанров уже не породили, и изменения были скорее «косметическими»: например, использование подешевевших цифровых технологий для экономии бюджета. Из особенностей сегодняшнего эксплуатационного кино можно отметить почти полный его переход на цифровую съёмку, ужесточившийся gore (кровавость, жестокость), всё чаще скрещиваемый с порнографией и экспериментальным кино, а также так называемые «мокбастеры» — малобюджетные фильмы разных жанров, эксплуатирующие название и темы популярных блокбастеров, часто ещё не вышедших на экран.
Если раньше эксплуатационное кино снималось для маленьких кинотеатров, драйв-инов и грайндхаусов, то сейчас, в связи с причинами экономического характера, оно создаётся в основном для DVD и телевидения — из-за глобальных изменений в мировой прокатной системе. До середины 1980-х годов в США действовал антитрастовый закон, запрещающий студиям иметь свои кинотеатры, но потом он был отменён, и практически все маленькие независимые кинотеатры были вытеснены с рынка. Прежний основной источник прибыли исчез, но как раз в те годы начался бум «домашнего видео», и эксплуатационное кино почти целиком стало сниматься для VHS («direct-to-video»), а в 2000-е годы — для DVD. К концу 1980-х вышел из употребления и термин «trash movie», олицетворяющий особенности определённой киноэпохи. Сейчас он используется в основном по отношению к фильмам, снятым до 90-х годов. Для наиболее халтурно сделанных эксплуатационных фильмов той эпохи применялся ещё один неофициальный термин — фильмы категории Z.

## Тематика эксплуатационных фильмов
Эксплуатационный кинематограф условно подразделяется на множество поджанров, при этом название каждого из таких поджанров отражает суть «эксплуатируемой» фильмом темы. Данный перечень не является исчерпывающим:
- Предостерегающие фильмы 1930-х, 1940-х годов — уклонялись от строгой цензуры, утверждалось, что они являются образовательными. Примерами жанра являются: «Марихуана» (1936), «Сексуальное безумие» (1938), «Невеста-дитя» (1938), «Мать и отец» (1945), «Сорняк» (1949) и утраченный фильм о гомосексуальности «Дети одиночества» (1937)
- Bikersploitation — стереотипные фильмы о байкерах[5].
- Blaxploitation — фильмы этого жанра, достигшего своего расцвета в американском кино 1970-х, повествуют о тяжёлых буднях афроамериканцев. В основном это криминальные триллеры.
- Britsploitation — эксплуатационные фильмы, снятые в Великобритании, иногда в знак уважения к фильмам Hammer Film Productions.
- Bruceploitation — как следует из названия, в этих фильмах эксплуатируется образ Брюса Ли[6][7].
- Фильмы о каннибалах[англ.] (Cannibal Boom) — фильмы начала 1970-х — конца 1980-х годов, в основном созданные итальянскими и испанскими кинорежиссёрами. Они сосредоточены на каннибализме племён, проживающих глубоко в южноамериканских или азиатских тропических лесах[8].
- Canuxploitation — неологизм, который был придуман в 1999 году журналом Broken Pencil в статье «Canuxploitation! Goin' Down the Road with the Cannibal Girls that Ate Black Christmas. Your Complete Guide to the Canadian B-Movie». В «эпоху налогового убежища» в Канаде с 1974 по 1982 год снимали малобюджетные фильмы ужасов, сценарий которых отвергли в Голливуде[9].
- Carsploitation — фильмы со сценами гонок автомобилей, в которых представлены спортивные автомобили, маскл кары и автокатастрофы, которые были популярны в 1970-х и 1980-х годах[10].
- Фильмы «Категории III» — гонконгские фильмы, предназначенные для зрителей 18 лет и старше; названы в честь возрастных сертификатов, которые они получат в Гонконге.
- Chopsocky[англ.] — боевики, снятые в основном в Гонконге и на Тайване в 1960-х и 1970-х годах, такие как «Рука смерти», «Повелитель летающей гильотины», «Пятеро ядовитых» и «Легенда о Шаолине».
- Christploitation — эксплуатационные фильмы на христианские темы.
- Тямбара — жанр фильмов 1960-70-х годов о самураях в Японии.
- Drugsploitation — фильмы о наркотической субкультуре[11].
- Eurocrime (также Poliziotteschi, Italocrime) — европейские, в основном итальянские, криминальные триллеры и боевики[12].
- Euro War[англ.] (Macaroni Combat, Spaghetti War) — фильмы о войне, снимавшиеся в Европе с 1960-х и имитировавшие американские блокбастеры, но с меньшим бюджетом. Съёмочная группа и актёры часто были из разных стран, но обычно это были итальянцы и испанцы при участии «вышедших в тираж» голливудских актёров[13].
- Гизер тизер[англ.] — возникший в 2020-х термин для direct-to-video фильмов (обычно боевиков или триллеров) со стареющими кинознаменитостями. Несмотря на то, что участие известного актёра (обычно бывшей звезды боевиков) активно используется для продвижения фильма, нередко на самом деле он присутствует в фильме номинально, играет второстепенную роль и часто заменяется дублёром. В большом количестве подобных фильмов перед концом своей карьеры снялся Брюс Уиллис[14].
- Немецкий андеграунд[англ.] — крайне низкобюджетное, переполненное насилием кино. Главные представители — Андреас Шнаас, Йорг Буттгерайт.
- Giallo (Джалло) — особый жанр итальянского триллера со своими канонами (включает черты готики и фильма ужасов). В двух словах, классический джалло — таинственные маньяки в перчатках и эстетизированное насилие (как правило, над красивыми женщинами).
- Girls with guns — условный подраздел малобюджетных фильмов действия и анимации, где привычные роли «крутых парней» исполняют девушки. Жанры этих фильмов могут быть разными: военный или урбанистический боевик, полицейский фильм, криминальный триллер, фильм о боевых искусствах, фильм о мести и так далее.
- Gothsploitation — небольшое количество фильмов, как правило 2000-х годов, об альтернативных или готических субкультурах Великобритании.
- Hippie exploitation[англ.] — фильмы 1960-х и 1970-х годов о контркультуре хиппи, показывающие стереотипные ситуации, такие как употребление марихуаны и ЛСД, секс и т. д. После убийств, совершённых Семьёй Мэнсона, вышел ряд фильмов, изображавших хиппи как преступников и маньяков[15].
- Hixploitation — фильмы об американском Юге и Аппалачах, в которых представлены стереотипные карикатуры на образ реднеков[16].
- Гомоэротическое кино — фильмы, эксплуатирующие тему гомоэротических отношений между мужчинами.
- Jewsploitation — жанр фильмов, возникший в 2003 году, в которых еврейские персонажи мстят стереотипным противникам.
- Фильм о цзянши[англ.] — гонконгское кино о цзянши — оживлённом даосской магией трупе, похожем одновременно на зомби и вампира из западной мифологии. Первым фильмом о цзянши считается ныне утерянный «Полуночный вампир» 1936 года, но расцвет жанра начался в 1980-е после выхода «Встреч с привидениями».
- Junglesploitation — фильмы о приключениях в джунглях, чаще всего итальянские и азиатские.
- Juvenile Delinquency — фильмы о «бунтующих» подростках 1950-х годов.
- Фильмы о лучадорах[англ.] (Lucha Libre Film) — мексиканские фильмы на основе луча либре. Знаменитые лучадоры (мексиканские рестлеры в масках) выступают на экране в качестве супергероев, сражающихся со злом — от преступников и шпионов до вампиров и пришельцев[17][18].
- Фильм о боевых искусствах — фильмы этого жанра содержат большое количество кульминационных боевых сцен с применением боевых искусств.
- Mexploitation — мексиканские малобюджетные фильмы, использующие разные приёмы эксплуатационного кино, но с местным колоритом.
- Мексиканская секс-комедия[англ.] — мексиканский жанр комедий, обычно известный как фильмы фичери — это жанр эксплуатационных фильмов о сексе, которые были созданы и распространены в Мексике между серединой 1970-х и концом 1980-х годов.
- Мокбастер — низкобюджетные фильмы, которые снимаются на ту же тему, что и популярные блокбастеры[19].
- Mondo — документальные (или псевдодокументальные) фильмы, посвящённые шокирующим или табуированным темам, а также быту стран третьего мира.
- Фильм о монстрах — жанр возник в 1950-х годах, когда беспокойство по поводу испытаний ядерного оружия сделало фильмы о гигантских монстрах, терроризирующих людей, популярными. В японском кинематографе гигантские монстры известны как «кайдзю».
- Nazi-exploitation (Nazisploitation, SSploitation) — фильмы эксплуатируют разнообразные аспекты человеческой сексуальности (изображаются сексуальные отклонения или извращения: садизм, мазохизм, фетишизм) на фоне нацистских атрибутов, символики, условий и места протекания действия (концентрационный лагерь, тюрьма, гестапо).
- Nollywood[англ.] — нигерийское эксплуатационное кино. Главным образом, ужасы о шаманизме.
- Фильмы о ниндзя[англ.] — стереотипные фильмы про ниндзя.
- Нудистские фильмы — жанр возник в 1930-х годах в виде фильмов, которые обошли юридические ограничения на наготу, предположительно изображая натуристский образ жизни.
- Nunsploitation[англ.] — в рамках данного жанра в фильмах присутствует множество сцен обычного и лесбийского секса, а также крови и насилия.
- Фильмы об оккультизме — фильмы о Дьяволе и других демонах (Satansploitation[англ.]), культистах, ведьмах (Witchsploitation[20]) и колдовстве[21]. На волне популярности фильмов ужасов на эту тему в конце 1960-х и 1970-х вышло большое количество эксплуатирующих её игровых и документальных фильмов (Legend of the Witches, Secret Rites[англ.][22], Virgin Witch[англ.], Лорна — экзорцист, Эбби, Адский дождь[англ.], тогда же был перевыпущен фильм Häxan 1922 года).
- Ozploitation[англ.] — австралийское низкобюджетное эксплуатационное кино 1970-х — 1980-х годов. Название жанру дал Марк Хартли[англ.], снявший документальный фильм «Не совсем Голливуд»[23][24].
- Пеплумы — исторические или псевдоисторические фильмы, эксплуатирующие мифологические и библейские сюжеты. Их расцвет пришёлся на середину 20-го века.
- Pinku eiga (Pink Film, Pinky Violence[25], Roman Porno) — японские sexploitation-фильмы, популярные в 1970-х, в них присутствуют натуралистичный секс, насилие, БДСМ и другие эропроявления.
- Постапокалиптические фильмы — фильмы о нелёгкой жизни человечества после ядерной войны или другой глобальной катастрофы.
- Pornochanchada — бразильские порнографические фильмы, произведённые в 1970-е. Некоторые из них можно отнести к поджанру Women In Prison, но с бразильской спецификой.
- Punxploitation — фильмы о панках.
- Кинки[англ.] (Cine quinqui, Cine kinki) — испанские фильмы о маргиналах, наркоманах и малолетних преступниках, часто с участием непрофессиональных актёров.  Пик популярности пришёлся на конец 1970-х и 1980-е годы[26]. Историк кинематографа Хосе Луис Лопез Сангуэса выделяет три идеологических направления кинки-фильмов: католический патернализм (фильмы режиссёра Хосе Антонио де ла Лома[исп.]), критика сложившейся в стране социальной обстановки оо стороны разочарованных переходом Испании к демократии левых (фильмы Элоя де ла Иглесиа) и отражение ситуации с правых и консервативных позиций (социологический франкизм)[27].
- Rambosploitation — малобюджетные боевики о войне, вдохновлённые фильмами о Джоне Рэмбо[28]. Большое количество этих фильмов снималось в 1980-х на Филиппинах такими режиссёрами, как Сирио Х. Сантьяго, Бобби А. Суарес, Тедди Пейдж, Бруно Маттеи и др.
- Rape and revenge[англ.] — жанр фильмов, в которых изнасилованный и оставленный умирать человек ожесточённо мстит насильнику.
- Rumberas film[англ.] — музыкальный жанр фильма, который процветал в Золотом веке мексиканского кино в 1940-х и 1950-х годах. Сюжеты были разработаны в основном в тропических средах и кабаре. Главными звёздами были актрисы и танцоры, известные как «Rumberas» (танцоры афро-карибских ритмов).
- Redsploitation — жанр об индейских персонажах, почти всегда играемых белыми актёрами, обычно требовавших отмстить их белым мучителям.
- Sexploitation — фильмы этого жанра эксплуатируют и освещают разнообразные аспекты человеческой сексуальности.
- Sharksploitation[англ.] — поджанр об акулах, терроризирующих людей. Набрав популярность после выхода «Челюстей», жанр постепенно вышел из моды, но в 2010-х пережил новый бум благодаря появлению франшизы «Акулий торнадо»[29]. Фильмы жанра были обвинены в распространении дезинформации об акулах, вызывая раздутый страх перед этими животными, способствуя по всему миру упадку акул.
- Слэшеры — стереотипные фильмы ужасов про серийных убийц.
- Spacesploitation — научно-фантастические фильмы и фильмы ужасов про космос.
- Спагетти-вестерн — итальянские вестерны 1960-х и начала 1970-х годов.
- Сплэттер — поджанр фильмов ужасов, в котором акцент преднамеренно делается на предельно-натуралистичную демонстрацию крови, внутренностей и графическое насилие.
- Stoner film[англ.] — поджанр, который показывает явное использование марихуаны, как правило, в комическом и позитивном свете.
- Swissploitation — швейцарские эксплуатационные фильмы, преимущественно 1950-х — 1980-х годов.
- Teensploitation — фильмы о подростках, с присутствием наркотиков, секса, алкоголя и криминала.
- Turksploitation[англ.] — ярлык, который вешается на множество несанкционированных турецких фильмов, посвящённых самым продаваемым голливудским фильмам и телесериалам, выпущенным в основном в 1970-х и 1980-х годах. Снимались с ограниченным бюджетом, часто с простыми комическими спецэффектами и без оглядки на авторское право, иногда напрямую используя видеоряд и музыку из голливудских блокбастеров. Наиболее известный представитель жанра — Dünyayı Kurtaran Adam, известный как «Турецкие Звёздные войны».
- Фильм о вампирах — фильмы (обычно в жанре ужасов) о бессмертных существах, которые пьют человеческую кровь. К теме любили обращаться Джесс Франко[30] и многочисленные режиссёры, работавшие под эгидой Hammer Film Productions. Примечателен совместивший вампирский ужастик и блэксплоитейшн Blacula (1972)[англ.], чей коммерческий успех породил волну подражателей[англ.][31].
- Vetsploitation[англ.] — фильмы о вернувшихся с войны ветеранах, которые страдают от ПТСР, не могут найти себе место в мирной жизни и становятся вигилантами или преступниками. Часто содержат элементы боевика, военного фильма, триллера. Хотя наиболее известными представителями жанра стали фильмы 1970-х о ветеранах Вьетнамской войны, подобное кино снималось и про другие войны — от Второй Мировой (Фермер) до Иракской (Red White & Blue[англ.]). Типичные представители жанра — Фильмы категории B, но иногда к нему причисляют некоторые популярные Голливудские фильмы — Таксист, Рэмбо: Первая кровь, Без вести пропавшие.[32][33][34]
- Vigilante film — фильмы, в которых человек нарушает закон, чтобы установить справедливость. Жанр возник в 1970-х годах на фоне высокой коррупции в правительстве, неудач во Вьетнамской войне и роста уровня преступности.
- Warsploitation — стереотипные военные боевики про Вьетнам, Камбоджу, Афганистан и так далее.
- Women in prison (WIP) — фильмы про женщин в местах лишения свободы, нередко с атрибутами тоталитарной обстановки.
- ZAxploitation — эксплуатационные фильмы Южной Африки.
- Zombie movies — фильмы ужасов про живых мертвецов.

Нередко в одном фильме могло совмещаться сразу несколько тематик — например, фильм о побеге из женского лагеря для военнопленных, расположенного в джунглях, включал в себя не только junglesploitation, sexploitation, warsploitation и WIP, но также и поджанр girls with guns. Само собой, постановщики фильмов обо всех этих терминах и не задумывались, они просто снимали то, что требовал от них рынок: боевики, эротику, ужасы, триллеры, комедии, смешивая эти жанры в разных пропорциях, в зависимости от целевой аудитории.

## Значение термина «trash movies» в России
Следует заметить, что русское значение кинотермина «trash» (часто киножаргонного) не совсем, а иногда и совсем не соответствует тому, которое принято у зарубежных киноведов. До XXI века термин «trash movies» в России практически не использовался, но в 2002 году в серии «Другое кино» вышли несколько фильмов студии Трома, в рекламных текстах к которым активно использовалось слово «трэш», иногда в неправильном значении. Поскольку новое понятие оказалось «на слуху», со временем его значение ещё больше исказилось, и в России к «трэшу» стали постепенно относить и пародии на фильмы ужасов (в том числе и высокобюджетные), и все фильмы про зомби, и недорогие жанровые фильмы — словом, значение термина неоправданно разрослось. Были также написаны несколько «программных» статей на русском языке, в которых даже вводилось понятие «жанра trash», но термин определялся в них не соответственно зарубежным представлениям о «trash». В журнале Total DVD в trash записали и Абеля Феррару с его фильмом «Зависимость». Очень часто к «трэшу» в России относят и американца Ллойда Кауфмана с его кинокомпанией «Трома», в чью честь были даже организованы «Трэш-фестивали». Впрочем, когда русские журналисты спросили Кауфмана, почему тот «снимает трэш», удивлённый режиссёр ответил, что он занимается искусством, а не мусором, а мусор снимают в Голливуде.
В последние годы схожая тенденция с неоправданным расширением понятия начала проявляться и в некоторых европейских странах, в частности в Германии.

## «Мусорная» внежанровая эстетика
«Мусорная» эстетика жанрового эксплуатационного кинематографа понравилась и многим людям вне целевой аудитории, и в дальнейшем некоторые андеграундные кинематографисты стали применять подобные приёмы в своих работах: Энди Уорхол, Олег Мавроматти, Джек Смит, братья Кучар, ранний Джон Уотерс, а также режиссёры группы «Cinema of Transgression» (Ричард Керн, Ник Зедд, Лидия Ланч и т. д.). В этом случае «trash» следует рассматривать как омоним и метод авангарда, поскольку эти фильмы не имеют никакого отношения к эксплуатационному кино. .